# Revolver Publishing
Revolver Publishing ist ein Berliner Verlag, der sich auf Publikationen zeitgenössischer Kunst spezialisiert hat.

## Geschichte
Gegründet wurde der Verlag von Christoph Keller 1998 in Frankfurt am Main. Zu Beginn noch unter dem Namen Revolver – Archiv für aktuelle Kunst bekannt, publiziert Revolver Publishing unter anderem Künstlerbücher, Kataloge, Zeitschriften, Sondereditionen und theoretische Schriften. 

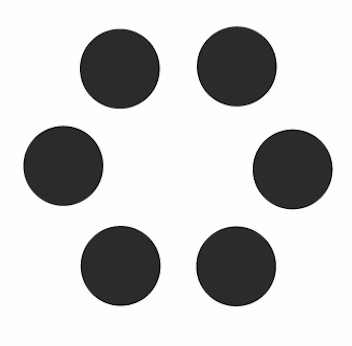
Revolver Publishing

Aktuell wird Revolver Publishing als Label der Berliner Agentur GOLDLAND Media geführt.

## Verlagsprogramm
In enger Zusammenarbeit mit Künstlern, Kuratoren und Institutionen werden jährlich rund 30 Titel aus dem Bereich Kunst, Fotografie, Design, Architektur, Theorie, Film & Theater, Fashion uvm. veröffentlicht. 
Darunter befinden sich unter anderem Künstler wie Tomma Abts, Francis Alÿs, Halil Altindere, Candice Breitz, Natalie Czech, Albert Coers, Peter Doig, Asta Gröting, Christian Jankowski, Hassan Khan, Anouk Kruithof, Mischa Kuball, Gregor Passens, Manfred Pernice, Michalis Pichler, Peter Piller, Ed Ruscha, Nora Schattauer oder Nasan Tur.